# Aleurothrixus floccosus
A Aleurothrixus floccosus, comummente conhecida como mosca-branca-dos-citrinos é uma espécie de insecto hemíptero da família dos aleirodídeos, que se alimenta da seiva de espécies de citrinos, podendo volver-se numa praga.

## Etimologia
Quanto ao nome científico desta espécie:
- O nome genérico, Aleurothrixus, termo composto que resulta da aglutinação dos étimos gregos antigos ἄλευρον (aleuron)[2], que significa «farinha» e τριχός (trichus) , que significa «cabelo».[3] Fazendo isto alusão aos filamentos cerosos e brancos desenvolvidos pelos membros deste género.

- O epíteto específico, floccosus[4], provém do neolatim, tratando-se de uma derivação do étimo latino, floccose[5], e significa «revestido de tufos lanudos». Por alusão à aparência tomentosa desta espécie.

## Distribuição
Esta espécie é nativa da parte tropical e subtropical do continente americano tendo-se disseminado por grande parte do continente americano ainda durante o início do séc. XX e por grande parte da Europa citrícola durante os anos 60 e 70 do mesmo século.

### Portugal
A espécie encontra-se amplamente distribuída por todas as regiões citrícolas do país, incluindo o Ribatejo e o Algarve no Continente, a ilha da Madeira e várias ilhas do arquipélago dos Açores, incluindo o Pico e São Miguel.

## Ciclo reprodutivo
Ovos
Os ovos são muito pequenos, medindo menos de 0,2 mm de comprimento. Normalmente são depositados em círculos ou semicírculos, encontrando-se, geralmente, também acompanhados por uma poeira cerosa.
Ninfas
A mosca-branca-dos-citrinos passa por quatro instares ninfais, dos quais, o último é o estágio pupal.
Os estágios ninfais pouco diferem entre si, distinguindo-se mormente pelo tamanho. As ninfas segregam uma camada lanosa de cera branca, em flocos churdos.
Sob esta cobertura cerosa, as ninfas costumam apresentar uma coloração amarela-pálida ou, nalgumas populações, acastanhada.
Pupas
A pupa tem uma forma alongada, normalmente de coloração creme-clara, embora, muito raramente, se encontrem pupas de coloração preta. O comprimento, por seu turno, varia entre 0,8 e 0,92 mm e a largura entre 0,55 e 0,65 mm. 
Adultos
As moscas-brancas-dos-citrinos adultas geralmente, apresentam uma coloração esbranquiçada, são sempre aladas, com secreções cerosas nos corpos.

## História
Nativa da parte tropical e subtropical do continente americano, terá sido descrita cientificamente  pela primeira  por Sampson & Drews em 1941. No entanto, tinha sido assinalada no Brasil em 1899 por Hembel, em Cuba por Quaintance em 1907 e na Flórida por Bach.
Apesar desta praga se ter rapidamente propagado por  grande parte do continente americano, ainda na pendência do início do século XX, só em 1959 é que Ebeling consegue rastrear a sua origem à Flórida.
Em Portugal, já se assinalara a presença desta praga na ilha da Madeira, desde da década de 20, onde já se assumira como uma das maiores pragas que assolavam os citrinos do arquipélago. Porém, só em 1977 é que chega a Portugal continental, sendo que a primeira ocorrência foi registada nas cercanias de Moncarrapacho, na região do Algarve.
A chegada desta praga à Europa continental só se fez assinalar, pela primeira vez, em 1966, em França, na região de Côte D'Azur, nas cercanias de Nice.  Os primeiros casos conhecidos em Espanha terão ocorrido no verão de 1968 na zona de Málaga, porém só em 1969 é que se ficou oficialmente a saber da sua existência, quando já chegara a Alicante. Em todo o caso, a presença deste insecto na zona só se viria a avolumar de tal ordem que se passou a classificar oficialmente como praga de citrinos em 1970.
Com efeito, a intrusão da espécie em Portugal Continental terá ocorrido, exactamente, devido à importação clandestina de laranjeiras espanholas vindas de Huelva, em 1977, para o Algarve. Uma vez introduzida no Algarve, a espécie rapidamente se fez disseminar por todas as regiões citrícolas do país.
Nos Açores,  esta espécie foi detectada pela primeira vez na Ilha do Pico em 1988, daí propagou-se, rapidamente, às restantes ilhas. De tal ordem que já no ano seguinte fora observada  em S. Miguel.